# Virginia Gardner

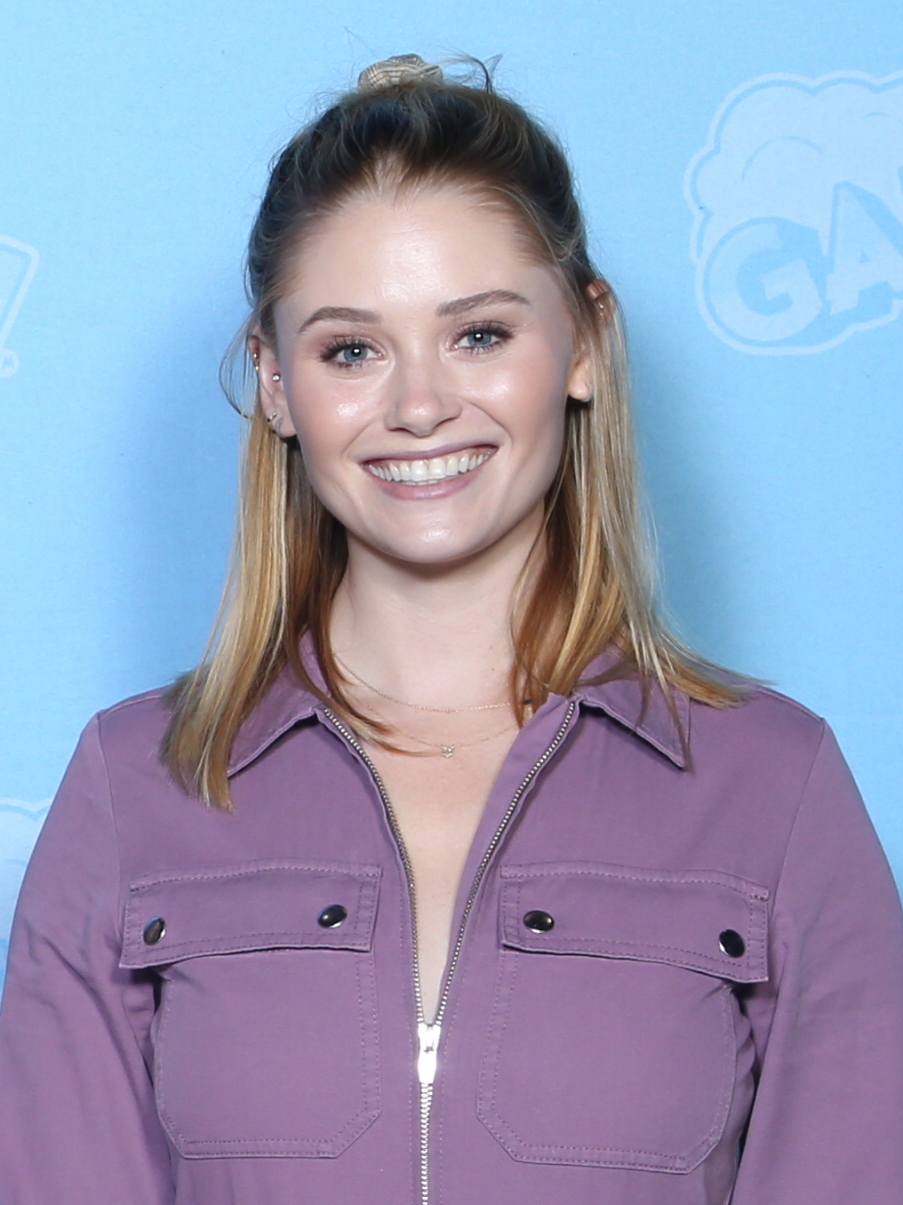
Virginia Gardner (2022)

Virginia Elizabeth Gardner (* 18. April 1995 in Sacramento, Kalifornien) ist eine US-amerikanische Schauspielerin.

## Leben und Karriere
Gardner wurde in Sacramento geboren und trat seit 2011 in mehr als 25 Film- und Fernsehproduktionen in Erscheinung. Sie besuchte die Sacramento Country Day School bis zur achten Klasse. Für die Schauspielkarriere zog sie 2011 mit ihrer Mutter nach Los Angeles. Hier legte Gardner das kalifornische High School Proficiency Examen ab. Nach ihrem Auftritt in Lab Rats modelte sie für ein Jahr, unter anderem für Kohl’s, Hollister und Famous Footwear. Sie hat einen schwarzen Gürtel in Taekwondo. Im August 2023 heiratete sie Jed Elliott, den Bassisten von The Struts.
Anfang 2015 war Gardner als Christina Raskin in dem Found-Footage-Film Project Almanac zu sehen. Von 2017 bis 2019 übernahm sie eine tragende Rolle in der Serie Marvel’s Runaways.

## Filmografie (Auswahl)
- 2011: Hart of Dixie (Fernsehserie, Episode 1x10)
- 2012: S3 – Stark, schnell, schlau (Lab Rats, Fernsehserie, Episode 1x04)
- 2013: Glee (Fernsehserie, 2 Episoden)
- 2013–2014: Die Goldbergs (The Goldbergs, Fernsehserie, 8 Episoden)
- 2015: How to Get Away with Murder (Fernsehserie, Episode 2x04)
- 2015: Project Almanac
- 2016: Goat
- 2016: Secrets and Lies (Fernsehserie, 2 Episoden)
- 2016: Law & Order: Special Victims Unit (Fernsehserie, Episode 17x20)
- 2016: Good Kids
- 2016: Major Crimes (Fernsehserie, Episode 5x09)
- 2016: Tell Me How I Die
- 2017: Zoo (Fernsehserie, 2 Episoden)
- 2017–2019: Marvel’s Runaways (Fernsehserie, 33 Episoden)
- 2018: Little Bitches
- 2018: Halloween
- 2018: Starfish
- 2018: Monster Party
- 2019: The Righteous Gemstones (Fernsehserie, Episode 1x02)
- 2020: All die verdammt perfekten Tage (All the Bright Places)
- 2021: American Horror Stories (Fernsehserie, Episode 1x05)
- 2022: Gaslit (Fernsehserie, Episode 1x05)
- 2022: Fall – Fear Reaches New Heights (Fall)
- 2023: Beautiful Disaster
- 2023: See You on Venus
- 2024: Beautiful Wedding
- 2024: F*** Marry Kill
- 2025: 1923 (Fernsehserie, 3 Episoden)
- 2025: A Breed Apart